# Kinnareemimus
Kinnareemimus („napodobitel Kinnara“ – mytologické bytosti) je vyhynulý rod teropodního dinosaura, který žil v období spodní křídy (geologický stupeň hauteriv, asi před 133 miliony let) na území dnešního Thajska. Byl popsán v roce 2009 a jediný známý druh je K. khonkaenensis. Již v roce 2000 byl tento dinosaurus neformálně nazýván „Ginnareemimus“.

## Tělesné rozměry
Přesné rozměry tohoto teropoda nejsou v současnosti známé. Podle jiných odhadů dosahoval délky 2,2 až 3 metrů a hmotnosti 20 až 80 kg.

## Zařazení
Zachovaný materiál je nekompletní a sestává pouze z obratlů, nekompletních kostí stydkých, metatarzálů a nekompletní kosti lýtkové. Zdá se, že tento dinosaurus mohl být jedním z nejstarších známých ornitomimosaurů. Pokud tomu tak bylo, měli tito běhaví „pštrosí“ dinosauři nejspíš asijský původ. Tento dinosaurus žil ve stejných ekosystémech jako teropod Siamosaurus nebo sauropod Phuwiangosaurus.

## Etymologie názvu
Jméno je odvozeno od mytologické bytosti jménem Kinnara (resp. Kinnaree v množném čísle). V thajské mytologii jde o ladné bytosti s tělem ženy a nohama ptáka, žijící v hlubinách legendárního pralesa Himavanta. Jméno bylo zvoleno na základě podobnosti nohou tohoto dinosaura s nohama dnešních ptáků.